# Einer Rubio
Einer Augusto Rubio Reis (Chíquiza, Boyacá, Colômbia, 22 de fevereiro de 1998) é um ciclista profissional colombiano que atualmente corre para a equipa espanhola Movistar Team de categoria UCI WorldTeam.

## Palmarés
- 2018
  - 1 etapa do Giro Ciclistico d'Itália
  - Grande Prêmio Capodarco
  - 1 etapa do Giro do Friuli Venezia Giulia

- 2019
  - 1 etapa do Giro Ciclistico d'Itália

## Resultados em Grandes Voltas e Campeonatos do Mundo
Durante a sua carreira desportiva tem conseguido os seguintes postos nas Grandes Voltas e nos Campeonatos do Mundo:
| Corrida            | Corrida            | 2020 | 2021 |
| ------------------ | ------------------ | ---- | ---- |
|                    | Giro d'Italia      | 58.º | 39.º |
|                    | Tour de France     | —    | —    |
|                    | Volta a Espanha    | —    | —    |
| Mundial em Estrada | Mundial em Estrada | —    | —    |

—: não participa

Ab.: abandono

## Equipas
- Vejus-TMF-Cicli Magnum[2][3] (2017-2019)
- Movistar Team (2020-)